# Macan Putih
Macan Putih is een bestuurslaag in het regentschap Banyuwangi van de provincie Oost-Java, Indonesië. Macan Putih telt 7579 inwoners (volkstelling 2010).